# 바르샤바 왕궁

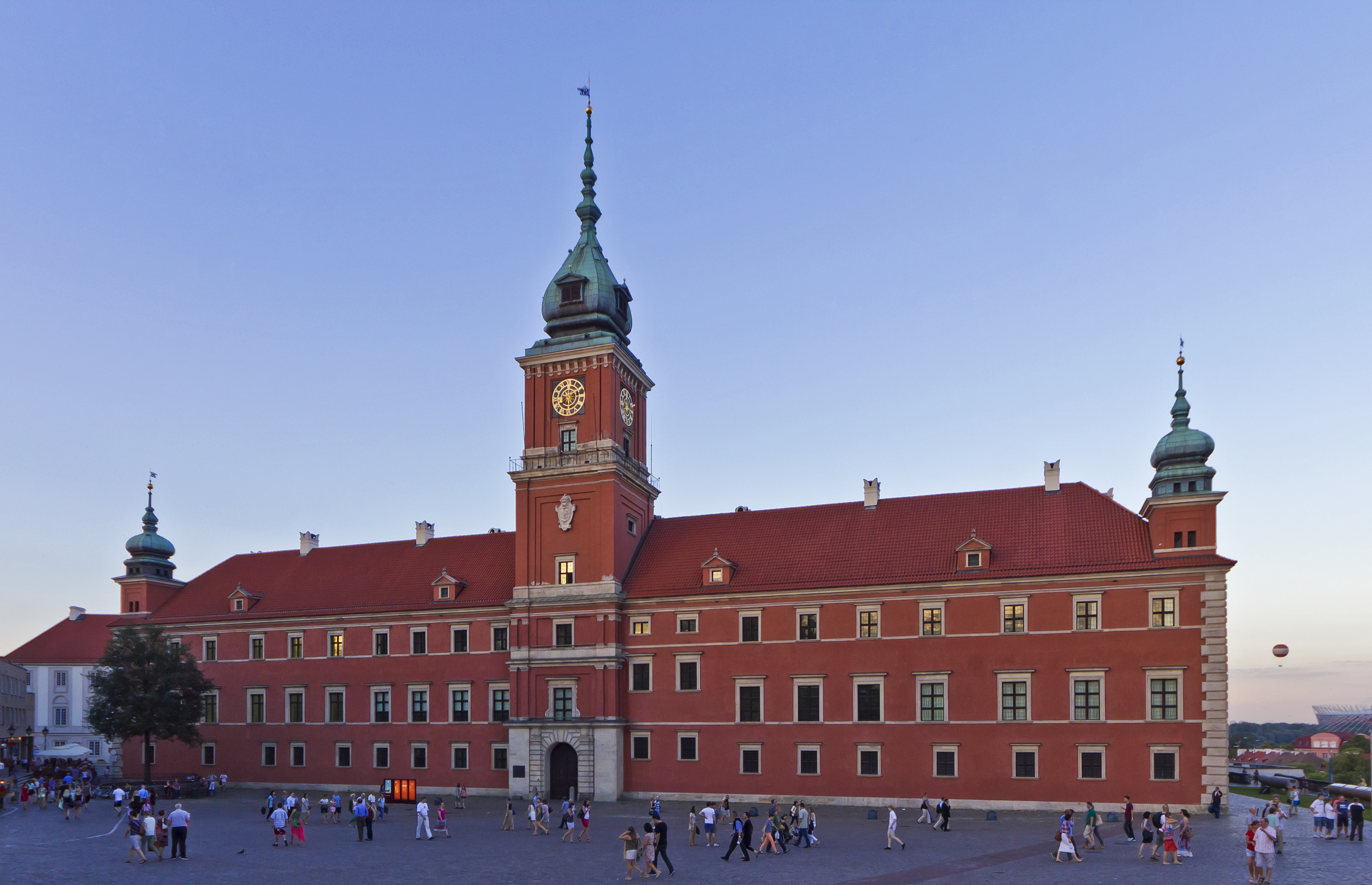
바르샤바 왕궁

바르샤바 왕궁(폴란드어: Zamek Królewski w Warszawie)은 폴란드 바르샤바 잠코비 광장에 있는 궁전이다.
현재 남아 있는 궁전은 2차 세계대전 당시 독일군의 폭격으로 파괴되었던것을 재건한 것이다. 시계탑 부분이 불타고 파손되어 남아 있지 않았던 것을 대대적으로 복원한 것이다.

## 같이 보기
- 잠코비 광장
- 지그문트 3세 바사 기둥